# Oenopota impressa
Oenopota impressa är en snäckart som först beskrevs av Morch 1869.  Oenopota impressa ingår i släktet Oenopota och familjen kägelsnäckor. Inga underarter finns listade i Catalogue of Life.